# Black Screen of Death

Black Screen of Death în Windows 3.1

Black Screen of Death (în traducere Ecranul Negru al Morții), abreviat KSoD sau BlSoD, este un ecran negru de eroare afișat de unele sisteme de operare după ce au întâlnit o eroare critică de sistem care a putut cauza închiderea sistemului.